# Swiss International Air Lines
Swiss International Air Lines Ltd. (pe scurt: Swiss) este principala companie aeriană a Elveției operând zboruri în Europa, America de Nord, America de Sud, Africa și Asia. Baza principală este la Aeroportul Internațional Zürich (ZRH). Swiss este sub conducerea companiei germane Lufthansa.